# Ready or Not (2019)
Ready or Not is een Amerikaanse zwarte horrorkomedie uit 2019 geregisseerd door Matt Bettinelli-Olpin en Tyler Gillett. De hoofdrollen worden vertolkt door Samara Weaving, Mark O'Brien, Adam Brody, Henry Czerny en Andie MacDowell.

## Verhaal
De jonge bruid Grace stapt in het huwelijksbootje met haar rijke vriend Alex. Om tot de familie verenigd te kunnen worden moet Grace tijdens haar huwelijksnacht een proef doorstaan door middel van het spelen van verstoppertje. Wat zij echter niet weet, is dat het spel al snel uitmondt op een heksenjacht.

## Rolverdeling
| Acteur           | Personage        |
| ---------------- | ---------------- |
| Samara Weaving   | Grace Le Domas   |
| Adam Brody       | Daniel Le Domas  |
| Mark O'Brien     | Alex Le Domas    |
| Henry Czerny     | Tony Le Domas    |
| Andie MacDowell  | Becky Le Domas   |
| Nicky Guadagni   | Helene Le Domas  |
| Melanie Scrofano | Emilie Le Domas  |
| Elyse Levesque   | Charity Le Domas |
| Kristian Bruun   | Fitch Bradley    |
| John Ralston     | Stevens          |

## Productie
In november 2017 raakte bekend dat Matt Bettinelli-Olpin en Tyler Gillett een horrorfilm zouden gaan regisseren. Bettinelli-Olpin werkte al eerder met Gillett samen aan Devil's Due (2014).
In augustus 2018 werd Samara Weaving toegevoegd aan het project. De maanden die volgden werd de cast gecomplementeerd. De opnames begonnen op 15 oktober en eindigden op 19 november 2018. Ready or Not werd opgenomen op verschillende plekken nabij Toronto.

### Release
De film ging in première tijdens het Fantasia-festival op 21 juli 2019 en werd een maand later in de Verenigde Staten uitgebracht. In Nederland ging de film op 24 oktober 2019 in première.

### Ontvangst
De film ontvangt positieve kritieken op zowel Rotten Tomatoes waar het 88% goede reviews ontving, gebaseerd op 258 beoordelingen als op Metacritic waar de film werd beoordeeld met een metascore van 64/100, gebaseerd op 37 critici.